# MinIO
MinIO es un servidor de almacenamiento en la nube  compatible con Amazon S3, liberado bajo la GNU Affero General Public License v3.
Como almacén de objetos, MinIO puede almacenar datos desestructurados como fotos, vídeos, archivos de registro, copias de seguridad e imágenes de contenedor. El tamaño máximo de un objeto es 50TB.

## Usuarios prominentes
MinIO está desplegado en la mayoría de empresas de Fortune 500. Casos grandes de uso de MinIO incluyen Apple Computer, Symantec, JPMorgan Chase, UnitedHealthcare, McKesson, Cerner, Honeywell, Boeing, Pelota, Capital Un, PRGX, SAIC, Disney, USG Corporation, y la Red de Salud Universitaria de Toronto.